# Гвајана на Светском првенству у атлетици на отвореном 2023.
Гвајана је учествовала на 19. Светском првенству у атлетици на отвореном 2023. одржаном у Будимпешти од 19. до 27. августа деветнаести пут, односно, учествовала је на свим првенствима до данас. Репрезентацију Гвајане представљала су 2 такмичара (1 мушкарац и 1 жена) који су се такмичили у 2 дисциплине (1 мушка и 1 женска).,
На овом првенству такмичари Гвајане нису освојили ниједну медаљу нити су остварили неки резултат.

## Учесници
| Мушкарци: - Емануел Арчибалд — 100 м | Жене: - Алија Ејбрамс — 400 м |

## Резултати

### Мушкарци
| Атлетичар        | Дисциплина | Лични рекорд | Предтакмичење | Предтакмичење | Квалификације  | Квалификације | Полуфинале | Полуфинале | Финале               | Финале       | Детаљи |
| Атлетичар        | Дисциплина | Лични рекорд | Резултат      | Место         | Резултат       | Место         | Резултат   | Место      | Резултат             | Место        | Детаљи |
| ---------------- | ---------- | ------------ | ------------- | ------------- | -------------- | ------------- | ---------- | ---------- | -------------------- | ------------ | ------ |
| Емануел Арчибалд | 100 м      | 10,14        | 10,27 КВ      | 1. у гр. 1    | 10,20(.193) КВ | 4. у гр. 7    | 10,13      | 6. у гр. 2 | Није се квалификовао | 16 / 71 (75) |        |

### Жене
| Атлетичарка   | Дисциплина | Лични рекорд | Квалификације | Квалификације | Полуфинале            | Полуфинале            | Финале                | Финале  | Детаљи |
| Атлетичарка   | Дисциплина | Лични рекорд | Резултат      | Место         | Резултат              | Место                 | Резултат              | Место   | Детаљи |
| ------------- | ---------- | ------------ | ------------- | ------------- | --------------------- | --------------------- | --------------------- | ------- | ------ |
| Алија Ејбрамс | 400 м      | 50,20        | 51,44         | 5. у гр 5     | Није се квалификовала | Није се квалификовала | Није се квалификовала | 26 / 43 |        |